# الطاهي نصوح
الطاهي نصوح مسلسل رسوم متحركة أسترالي عرض لأول مره في 5 أكتوبر 1998 واستمر عرضه حتى 2 أبريل 1999 . تمت دبلجة المسلسل للغة العربية وعرض على قناة سم سم وقناة بسمة للأطفال .

## روابط خارجية
- الطاهي نصوح على موقع IMDb (الإنجليزية)